# Studio Kwartal 95

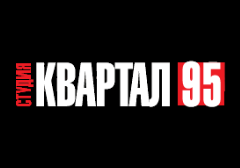
Logo des Studio Kwartal 95

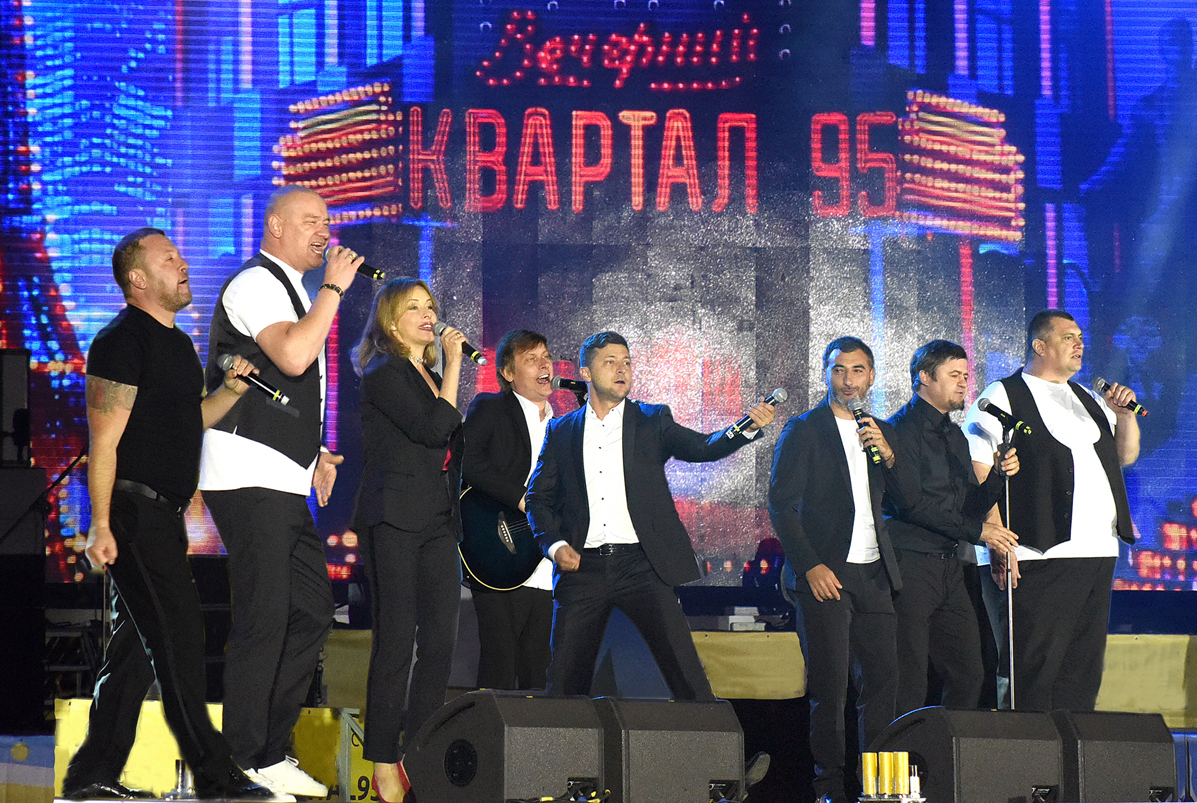
Selenskyj mit Kwartal 95 bei einem Auftritt im Jahr 2018

Das Studio Kwartal 95 (ukrainisch Сту́дія Кварта́л-95) ist ein ukrainisches Rundfunkunternehmen, das 2003 von Wolodymyr Selenskyj mitbegründet wurde und eng mit dem ukrainischen Sender 1+1 zusammenarbeitet. Das Unternehmen, das zu 100 % Selenskyj und seiner Frau Olena gehört, hat etwa 400 Mitarbeiter. Benannt ist Kwartal 95 nach einem Stadtteil in Krywyj Rih, wo Selenskyj und seine Frau aufwuchsen.

## Entstehung und Eigentumsverhältnisse
Das Team Kwartal 95 wurde 1997 für die russische Gameshow KVN gegründet und hatte im Jahr darauf sein Debüt beim KVN-Teamfestival in Sotschi. Es trat in den folgenden Jahren mehrfach auf. 2003 beschlossen Wolodymyr Selenskyj, Serhij und Borys Schefir das Unternehmen Studio Kwartal 95 zu gründen, einige Zeit später stieß Andrij Jakowlew hinzu.
Die LLC-Gesellschaft Kwartal 95 gehörte im Jahre 2022 Wolodymyr Selenskyj zu 99,99 %, seine Frau hält 0,01 % der Anteile.
Im Jahre 2025 waren Leonid und Timur Mindich Miteigentümer.

## Produktionen
Im Dezember des Gründungsjahres begannen sie zusammen mit dem ukrainischen Sender 1+1 und dem russischen STS die Produktion von fünf Konzerten, die in beiden Ländern ausgestrahlt wurden.
Die Jubiläumsshow Oh! Fünf 95! (О! П'ять 95!) wurde zum Internationalen Frauentag am 8. März 2004 ausgestrahlt.
2008 wurde die erste Folge von Swaty (Свати) ausgestrahlt. Die Fernsehserie mit sieben Staffeln ist die erfolgreichste Produktion des Studios.
Das Unternehmen hat verschiedene Standbeine in der Unterhaltungs- und Kreativbranche. Neben der Entwicklung und Produktion von Fernsehfilmen und -serien und Spielfilmen organisiert Kwartal 95 auch Konzerte und Tourneen verschiedener Künstler, Festivals, entwickelt Werbekampagnen und betreibt den Fernsehsender Kwartal TV (Квартал ТБ).

## Diener des Volkes
Eine der bekanntesten Produktionen des Studios ist die Polit-Comedy-Serie Diener des Volkes über eine fiktive Geschichte der Wahl des Präsidenten der Ukraine. Hauptdarsteller und Produzent der Serie ist der spätere Präsident der Ukraine, Wolodymyr Selenskyj. Sie wurde von 2015 bis 2017 vom ukrainischen Fernsehsender 1+1 ausgestrahlt.

## Verbindungen zur neuen Regierung Selenskyjs
Nach Selenskyjs Amtseinführung bekamen führende Persönlichkeiten von Kwartal 95 Aufgaben in der Präsidialverwaltung. Der Generaldirektor Iwan Bakanow wurde Leiter des ukrainischen Geheimdienstes, Gründer und Produzent Serhiy Schefir wurde sein erster Berater, Juri Korjawtschenkow wurde Abgeordneter der Werchowna Rada, des Parlaments der Ukraine, Andriy Jakowlew, Filmdirektor und Produzent war Teil des Maltex-Netzwerks.
Insgesamt übernahmen 30 Mitarbeiter von Kwartal politische oder staatliche Aufgaben.

## Korruptionsskandal
Die Pandora Papers von 2021 enthalten auch Daten zu Offshore-Geschäften des Kwartal-95-Netzwerkes und dessen Verbindungen zu dem Oligarchen Ihor Kolomojskyj und dessen Privatbank.
Selenskyjs Privatvermögen umfasste vor seiner Präsidentschaft Autos, Immobilien und drei Offshore-Unternehmen im Miteigentum. Dazu gehörte die in Belize registrierte Film Heritage. Diese hielt 25 % von Davegra, einer zypriotischen Holding, der die Maltex Multicapital Corporation auf den British Virgin Islands gehört. Selenskyj, den Brüdern Serhiy und Borys Shefir und Jakowlew gehörten jeweils 25 % von Maltex. Am 13. März 2019 überschrieb Selenskyj seinen Anteil an Serhiy Shefir. Bakanov gehörte zu den Unterzeichnern der Vereinbarung.